# Edith Addams
Elisabeth Edith Addams  (Blankenberge, 1 augustus 1907 - Hudson, 16 augustus 2002) was een Belgisch schermer. Zij nam eenmaal deel aan de Olympische Spelen, maar won hierbij geen medailles.

## Levensloop
Ze studeerde vormgeving in Engeland, Duitsland en aan de Universiteit van Brussel.
Op 20-jarige leeftijd maakte ze haar debuut op de Olympische Spelen van 1928 in Amsterdam. Ze kwam uit op het onderdeel floret individueel maar sneuvelde in de eerste ronde. Van de zes wedstrijden won ze er drie. Haar zus Jenny was eveneens actief in de schermsport.
Later raakte Addams bekend als ballet-, opera- en theaterontwerpster. Ze kreeg veel krediet: Zo ontving ze onder meer voor de Broadway-uitvoering Ondine (1954) een prijs. Ook andere kostuums van haar hand vielen in de prijzen. Zo ontvingen haar ontwerpen voor South Pacific, Gentlemen Prefer Blondes, Anne of the Thousand Days en The Crucible de George Jean Nathan-Award. Ze was eigenaar van een kledingwinkel in New York en van 1958 tot 1960 uitgeefster van het tijdschrift Theatre Arts.
Ze trouwde driemaal, met achtereenvolgens Archibald Lutyens, Mosely Taylor en architect Norman Bel Geddes. Door dat huwelijk werd ze stiefmoeder van Barbara Bel Geddes, een Amerikaans actrice die het meest bekend is om haar rol van Miss Ellie in Dallas, een televisieserie uit de jaren tachtig.